# Muntura Fujica X
|  | No s'ha de confondre amb Muntura Fujifilm X. |

La muntura Fujica X, introduïda el 1979, està dissenyada pel seu ús amb càmeres rèflex analògiques de 35mm, com la Fujica AX-1, la primera de la sèrie.
La muntura té un diàmetre de 49mm i una distància focal de brida de 43,5mm. Aquesta, és de tipus baioneta, amb un bloqueig de 65° en sentit horari.
Fins al 1979 Fujica utilitzava la rosca M42, però a partir d'aquest any l'empresa va començar a utilitzar la seva pròpia muntura, anomenada Fujica X, la qual donava la possibilitat d'implementar funcions automàtiques.
Amb l'arribada de l'enfocament automàtic, La sèrie Fujica X es va deixar de fabricar el 1985, amb l'arribada de l'enfocament automàtic, fent que aquesta muntura quedes obsoleta. Fuji tornaria al mercat SLR l'any 2000 amb una sèrie de càmeres SLR digitals que van començar amb la FinePix S1 Pro, aquestes es basaven en dissenys de Nikon, usaven el mateix tipus d'enfocament automàtic i la muntura Nikon F.

## Esquema de noms de les càmeres amb muntura X
Les càmeres amb muntura Fujica X es divideixen en dues sèries, les AX, les quals són càmeres electròniques, i les STX, les quals són mecàniques.
| Model    | Any  |
| -------- | ---- |
| AX-1     | 1979 |
| AX-3     | 1979 |
| AX-5     | 1979 |
| STX-1    | 1979 |
| STX-1N   | 1983 |
| STX-2    | 1985 |
| AX Multi | 1985 |

## Objectius
Aquesta muntura disposava d'una àmplia gamma de lents X-Fujinon i X-Fujinar, des d'un ull de peix de 16mm fins a un teleobjectiu de 400mm. Les lents amb etiqueta DM admeten tots els modes d'exposició automàtics disponibles amb l'AX-5. La resta de lents del sistema es poden usar en manual o en el mode d'exposició automàtica de prioritat a l'obertura.
Les sigles EBC signifiquen Multi-layer Electron Beam coating, un recobriment antireflex el qual augmenta la transmissió de la llum, garanteix imatges nítides i d'alt contrast i minimitza les llums fantasma.
La sigla Z significa Zoom, i és inclosa en el nom de l'objectiu per indicar que l'òptica té una distància focal variable.

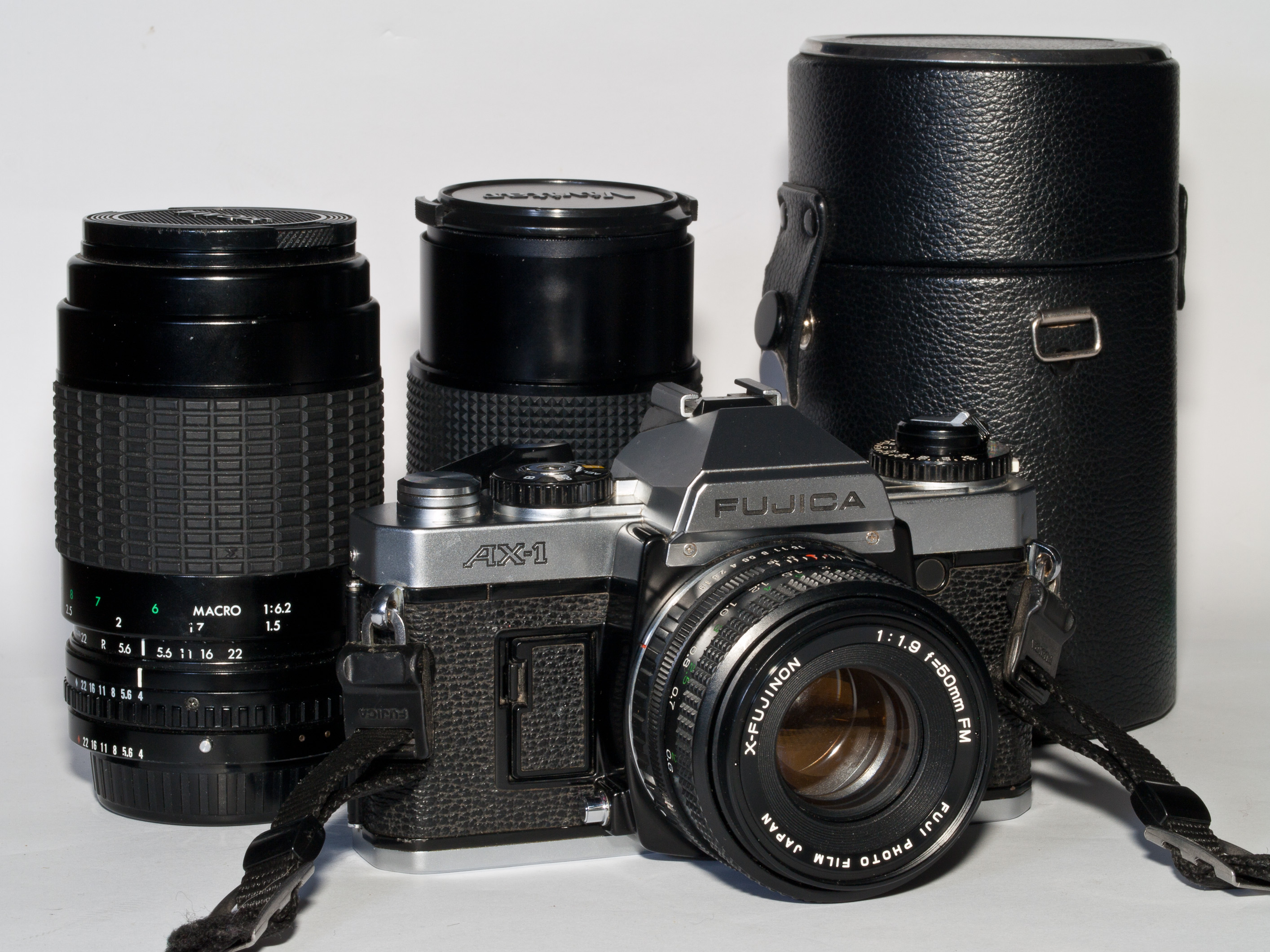
Fujica AX-1 i diversos objectius

A part de les òptiques del llistat, també hi havia disponibles les següents:
- EBC X-Fujinon SW 28mm 1:1.9 DM
- EBC X-Fujinon W 35mm 1:1.9 DM
- X-Fujinon 50mm 1:1.9 DM
- EBC X-Fujinon 55mm 1:1.6 DM
- X-Fujinon 55mm 1:1.6 DM
- EBC X-Fujinon Z 35-70mm 1:2.8-3.7 DM
- EBC X-Fujinon Z 70-140mm 1:4-4.5 DM
- X-Fujinar W 28mm 1:2.8 DM
- X-Fujinar T 135mm 1:2.8 DM
- X-Fujinar Z 80-200mm 1:3.8 DM

### Extensors
Fujica va constava en el seu catàleg d'un extensor de distància focal, el Fujica Teleconverter 2X. Aquest, multiplica la focal de l'objectiu per 2, perdent dos passos de llum.

## Adaptadors
- Adaptador de M42 a Fujica X: Permet usar les òptiques amb rosca M42 en càmeres amb muntura Fujica X. Hi ha dos adaptadorsz el XS i el XD (només per la X-A5).[16]
- Adaptador per a microscopi: Permet acoplar una càmera amb muntura X a un microscopi per realitzar micrografia
- Fujica macro cine copy X: És un objectiu macro amb finestres específiques per fer còpies de pel·lícula de 8mm i 16mm
- Revers adapter X: Permet muntar objectius al reves a la càmera, conseguint així un efecte macro. Aquest és també compatible amb els tubs d'extensió de Fujica per aconseguir una relació d'ampliació més gran.[16]
- Auto bellows X: És una manxa amb muntura Fujica X, utilitzada per conseguir grans ampliacions en fotografia macro.[16]
- Fuji Photo Recorder back: Aquesta peça si es volia usar s'havia d'intercanviar amb la part posterior estandard de la càmera. Estava equipada amb un llapis d'escriptura manual per imprimir dades (fins a 80 caràcters) a la cantonada inferior esquerra de la imatge.[17]